# Buellia miriquidica
Buellia miriquidica är en lavart som beskrevs av Scheid. Buellia miriquidica ingår i släktet Buellia och familjen Physciaceae.  Arten är reproducerande i Sverige. Inga underarter finns listade i Catalogue of Life.